# Martin Menzi

Martin Menzi (ca. 1980)

Martin Menzi (* 30. Januar 1929 in Belp; † 6. Januar 2024) war ein langjähriges Mitglied im Zentralvorstand von Helvetas, von 1981 bis 1991 ordentlicher Professor und erster Direktor der Nachdiplomstudien für die Entwicklungszusammenarbeit (NADEL, früher INDEL) an der ETH Zürich.

## Leben und Wirken
Martin Menzi wurde am 30. Januar 1929 in Belp geboren, wo er auch aufwuchs. Von 1945 bis 1949 besuchte er das Städtischen Gymnasium in Bern. 1956 heiratete er Küngold Baumann, mit ihr hatte er fünf Söhne.
Er starb am 6. Januar 2024 im Alter von 94 Jahren.

### Werdegang
Von 1950 bis 1954 bildete sich Menzi an der ETH Zürich zum diplomierten Ingenieur-Agronom aus. 1955 nahm er an der Gründung von Helvetas (damals SHAG: Schweizerisches Hilfswerk für aussereuropäische Gebiete) teil und war Mitgründer der Berner Regionalgruppe. Von 1956 bis 1959 leitete er die Schweizer Sektion des Internationalen Zivildienstes(SCI). Von 1966 bis 1968 präsidierte er den Zentralvorstand der Helvetas. 1961 promovierte Menzi mit seiner Doktorarbeit zur praktischen Anwendung von Selektionsindices in der Geflügelzucht. Von 1954 bis 1962 arbeitete er als Assistent und Dozent an der ETH Zürich. Gleichzeitig war er als Zuchtberater tätig. Von 1956 bis 1959 betreute er als Redaktor das "Vocabulary of Animal Husbandry Terms" der Food and Agriculture Organisation (FAO). Von 1962 bis 1968 leitete er als Direktor die Schweizerische Geflügelzuchtschule (heute Aviforum) in Zollikofen. In dieser Zeit versah er den Vorsitz der schweizerischen Filiale der World's Poultry Science Association. 1968 entsandte ihn die Schweizer Direktion für Entwicklung und Zusammenarbeit (DEZA: damals DftZ: Dienst für technische Zusammenarbeit) mit seiner Familie nach Indien. Bis 1977 wirkte er als Direktor und Koordinator des Indo-Swiss Projects für Viehzucht, Futterbau und Milchwirtschaft in Kerala, Punjab und Andhra Pradesh. Gleichzeitig betreute Menzi Missionen der DEZA und der FAO in Indien, Nepal, Bhutan und Sri Lanka. 1977 kehrte Menzi mit seiner Familie wieder in die Schweiz zurück. Bis 1979 arbeitete er bei der DEZA in der Zentrale in Bern. Hier war er als wissenschaftlicher Adjunkt bei der Stabstelle Landwirtschaft und als Beauftragter für internationale landwirtschaftliche Forschung tätig. Gleichzeitig übernahm er Aufgaben im Vorstand der Helvetas und übernahm ab 1982 dessen Leitung. Von 1979 bis 1981 war er als beratender Ingenieur für landwirtschaftliche Entwicklungsprojekte in Asien, Afrika und Zentralamerika sowie Lehrbeauftragter für internationale Entwicklungszusammenarbeit am schweizerischen landwirtschaftlichen Technikum (SLT) in Zollikofen. Von 1981 bis 1991 lehrte er als ordentlicher Professor an der ETH Zürich. Hier leitete er das Nachdiplomstudium für Entwicklungsländer (NADEL). Von 1992 bis 1994 war er Co-Direktor des Natural Resources Training Institute (NRTI) in Bhutan. Von 1994 bis 2008 war er vor allem als Berater für Projekte in Indien und Bhutan tätig.

### Schwerpunkte
Menzi hatte als Student mehrmals an Einsätzen des Internationalen Zivildienstes  (SCI) der Schweizer Sektion teilgenommen.  Als Teilnehmer an Arbeitseinsätzen des SCI und als Mitglied und Vorsitzender der Helvetas war es Menzi ein Anliegen, Theorie und Praxis zu verbinden. Das bewerkstelligte er, indem er sein Wissen in die Entwicklungszusammenarbeit integrierte und seine Erfahrungen aus der Entwicklungszusammenarbeit in Lehre und Forschung einbrachte. Seine Einsätze beim SCI hatten ihn gelehrt, dass Entwicklungshilfe – wie es damals genannt wurde – nicht belehrend auftreten durfte und nicht kurzfristig in einmaligen Einsätzen erfolgreich sein konnte. Menzi sah Entwicklungszusammenarbeit nicht als Einbahnstrasse. Die Defizit-Theorie, wonach die unterentwickelten Länder dank der technischen Hilfe zu den entwickelten Ländern aufschliessen könnten, durchschaute er als Absicherung bestehender Verhältnisse. Schon 1953 war er aufgrund der Erfahrungen, die er mit den SCI-Einsätzen gemacht hatte, davon überzeugt, dass Entwicklungshilfe nur gelinge, wenn sie auf einer vollständigen Umstellung des Verhältnisses zwischen weissen und farbigen Menschen aufgebaut sei. «Wir können heute weder als Kolonisten noch als philanthropische Wohltäter nach Ostasien gehen. Nur die gebührende Achtung und eine echte freundschaftliche Solidarität wird uns das Vertrauen und die Mitarbeit dieser früher von uns beherrschten Menschen sichern.» In diesem Sinne förderte er ein Bewusstsein, das sich auch in staatlichen und privaten Entwicklungsorganisationen in der Schweiz etablieren konnte. Dabei waren ihm seine vielfältigen persönlichen Beziehungen zu den staatlichen Stellen der Entwicklungszusammenarbeit in der Schweiz und in anderen Ländern, zu privaten Hilfsorganisationen und der Wissenschaft, aber auch sein Sinn für Zusammenhänge, politische und psychologische Implikationen zu entwickeln und taktisch wie diplomatisch richtig vorzugehen, hilfreich.

## Werke (Auswahl)
- mit Paul Steinegger: Versuche über die Wirkung von Vitamin-Zusätzen nach Verfütterung von Adsorbentien an Mastpoulets. In: Archiv für Geflügelkunde. Nr. 5/6, 1955, S. 165–176.
- Ein Beitrag zur praktischen Anwendung von Selektionsindices in der Geflügelzucht. Dissertation. ETH Zürich, Zürich 1961 (ethz.ch [PDF; abgerufen am 20. Mai 2021]).

## Archive
- Nachlass im Archiv für Zeitgeschichte (AfZ) der ETH Zürich